# Dave Rowberry
David Eric "Dave" Rowberry (4. července 1940 Mapperley, Nottinghamshire – 6. června 2003 Hackney, Spojené království) byl skladatel a pianista skupiny The Animals. Mezi jeho skladby patří například „San Francisco Nights“, „CC Rider“ nebo „Soul Serenade“.